# 亀岡宗理
亀岡宗理（かめおか そうり、生没年未詳）は、江戸時代中期の仕覆師、茶人。
宗理の祖父にあたる初代・亀岡二得は元々春日神社の田楽法師であったが、茶入などの袋物を仕立てて「名人」と言われ、千利休、細川忠興らに引き立てを受け、それを家業とした。その子で宗理の父である二代・亀岡二得は茶人としても一流で、千宗旦から「飯後軒」の号を授かるほどの腕前であったという。
宗理も祖父・父の後を嗣ぎ、袋物師を務めていたが、次第に茶道に専念したいとの思いが深まり、後に弟子の一人であった土田友湖に宗旦拝領の「飯後軒」の軸及び家業の秘伝一切を伝授して、自らは袋物師を廃業して伊勢国久居藩の藤堂氏に茶頭として仕官したという。
以後、子孫代々久居藩茶道頭を務めたとされる。